# Sant Lluc de Montferrer
Sant Lluc de Montferrer, inicialment dedicada a Sant Joan Baptista, és una capella del cementiri del poble vallespirenc de Montferrer, a la comuna del mateix nom, a la Catalunya del Nord.
Està situada a l'extrem de llevant del poble de Montferrer, també a llevant de la carretera que el travessa. Té el cementiri tot al voltant, a migdia de l'església parroquial de Santa Maria, perfectament paral·lela a ella.
Aquesta església estava situada a la cellera de Montferrer, avui dia quasi del tot desapareguda. La seva advocació original a sant Joan Baptista sembla indicar una funció auxiliar, potser baptisteri, de la veïna església parroquial.
Es tracta d'una església romànica de nau única amb absis semicircular a llevant. L'absis és més alt i estret que la nau. Els murs exteriors del temple han estat repicats i mostren un aparell de blocs de pedra calcària i de travertí, simplement trencats i bastant regulars, disposats en filades uniformes. Es pot datar a finals del segle xi o principis del XII. L'interior de la nau està cobert per un arrebossat de calç que no permet veure'n la factura. La teulada ha estat refeta, i és pràcticament plana, amb biga de suport central. Al frontis, a ponent, s'obre la porta actual, totalment modificada, damunt de la qual hi ha una antiga finestra de doble esqueixada, modificada per tal de convertir-la en fornícula. Tres finestres més són a la façana de migdia; també han estat molt modificades, mentre que la central de l'absis és la que ha rebut menys intervencions, i mostra la doble esqueixada i l'arc de petites dovelles que la corona.